# Gornje Papratno (Foča, BiH)
Gornje Papratno je naseljeno mjesto u općini Foča, Republika Srpska, BiH. Popisano je kao samostalno naselje na popisu 1961., a na kasnijim popisima ne pojavljuje se, jer je 1962. s naseljima Donjim Papratnom i Lukama spojeno u naselje Papratno (Sl.list NRBiH, br.47/62). 
Nalazi se uz granicu sa Srbijom, desno od toka rijeke Čehotine.

## Stanovništvo
| Narod     | Popis 1961. |
| --------- | ----------- |
| Hrvati    |             |
| Muslimani | 113         |
| Srbi      | 28          |
| ostali    |             |
| Ukupno    | 141         |